# Провулок Михайла Старицького (Житомир)
Прову́лок Михайла Старицького  — провулок у Корольовському районі Житомира. Названий на честь українського письменника, поета та драматурга Михайла Старицького.

## Розташування
Починається від вулиці Івана Мазепи, прямує, на південний захід, через 85 метрів звертає під прямим кутом праворуч.
Довжина провулка — 120 метрів.

## Історія
До 19 лютого 2016 року називався 4-й провулок Мануїльського. Відповідно до розпорядження Житомирського міського голови від 19 лютого 2016 року № 112 «Про перейменування топонімічних об'єктів та демонтаж пам'ятних знаків у м. Житомирі», перейменований на провулок Михайла Старицького.